# 佛乘盃圍棋大賽
佛乘盃圍棋大賽是台灣圍棋的職業、業餘混合團體對抗賽，由財團法人佛乘世界文教基金會主辦，新北市體育總會圍棋委員會、台北市體育總會圍棋協會、台北市圍棋文化協會、棋城對弈網協辦。現已成長為台灣圍棋規模最大的團體賽、也曾是業餘棋士可以報名參加的最高獎金比賽，也吸引到中日韓泰等國際業餘棋士組隊來台參加。
佛乘盃的前身臺北市中正盃圍棋錦標賽於2008年舉辦，由臺北市體育總會主辦，台北市體育總會圍棋委員會 、台北市圍棋文化協會承辦，由於其職業、業餘混合團體對抗賽的模式新穎，頗受好評。隔年舉辦過象棋世界最高獎金比賽的佛乘基金會有意舉辦圍棋比賽，中華民國圍棋協會常務監事陳昌言7段居中牽線，讓中正盃錦標賽改由佛乘基金會接手，並改名佛乘盃全國圍棋大賽；後因開始邀約國際隊伍參賽，於2015年改名為「佛乘盃圍棋大賽」，2020年因COVID-19疫情爆發加重停辦一屆。

## 賽制與獎金
- 比賽地點：緣道觀音廟
- 比賽辦法：團體對抗賽，每隊五位選手，可設一名替補
- 參加資格：

- 全國業餘六段以上棋士
- 主將必須為職業棋士，也只有主將可以是職業棋士
- 為鼓勵女性棋士參加，全隊均為女性棋士時，女職業棋士可放主將以外位置
- 每隊可以一位外援
- 職棋獎金排名前10名者、業餘戰神排行榜前20名，每隊限三位；滿三位隊伍不可外援

- 規則：數子法，黑貼3又3/4子。
- 用時：基本時限各1小時20分鐘，讀秒10秒1次。
- 賽制：瑞士制五輪，每輪對抗中獲3勝的隊伍算該輪勝方
- 獎金、對局費：

- 冠軍獎金30萬元，亞軍獎金10萬元，季軍6萬元，殿軍4萬元，第五到第八名依序為2萬5、2萬、1萬5、1萬元
- 個人全勝獎1萬元
- 小學以下、女性、50歲以上棋士個人滿4勝可獲6千元
- 職業棋士出場費1萬元

## 歷屆冠軍隊伍
| 期                     | 年份                   | 隊伍總數               | 冠軍隊伍                       | 主將                   | 二將                   | 三將                   | 四將                   | 五將                   | 替補                   | 備註                   |
| 臺北市中正盃圍棋錦標賽 | 臺北市中正盃圍棋錦標賽 | 臺北市中正盃圍棋錦標賽 | 臺北市中正盃圍棋錦標賽         | 臺北市中正盃圍棋錦標賽 | 臺北市中正盃圍棋錦標賽 | 臺北市中正盃圍棋錦標賽 | 臺北市中正盃圍棋錦標賽 | 臺北市中正盃圍棋錦標賽 | 臺北市中正盃圍棋錦標賽 | 臺北市中正盃圍棋錦標賽 |
| ---------------------- | ---------------------- | ---------------------- | ------------------------------ | ---------------------- | ---------------------- | ---------------------- | ---------------------- | ---------------------- | ---------------------- | ---------------------- |
| 1                      | 2008年                 | 24                     | 棋城                           | 周俊勳九段             | 賴宥丞7段              | 郭乃福7段              |                        |                        |                        |                        |
| 佛乘盃全國圍棋大賽     |                        |                        |                                |                        |                        |                        |                        |                        |                        |                        |
| 1                      | 2009年                 | 24                     | 台灣棋院                       | 陳詩淵八段             | 林子元6段              | 彭鐏德6段              | 林世民6段              | 林君諺6段              |                        |                        |
| 2                      | 2010年                 | 32                     | 鈺德科技                       | 林至涵九段             | 許家埕7段              | 羅聖傑7段              | 張昭焚6段              | 楊宗霖6段              | 鍾承恩6段              |                        |
| 3                      | 2011年                 | 33                     | 台中市方圓圍棋俱樂部           | 林立祥四段             | 林仕偉7段              | 林坤德7段              | 覃大中7段              | 施懿宸7段              | 秦世敏7段              |                        |
| 4                      | 2012年                 | 32                     | 台灣棋院                       | 陳詩淵九段             | 林世民7段              | 李維7段                | 蔡丞韋7段              | 許皓鋐7段              |                        |                        |
| 5                      | 2013年                 | 32                     | 綠星棋院                       | 林士勛二段             | 賴宥丞7段              | 郭乃福7段              | 王琛6段                | 蘇廣悅6段              | 蕭義修7段              |                        |
| 6                      | 2014年                 | 36                     | 綠星棋院                       | 林士勛二段             | 賴宥丞7段              | 郭乃福7段              | 蘇廣悅6段              | 簡意弘7段              | 蕭聖耀6段              |                        |
| 佛乘盃圍棋大賽         |                        |                        |                                |                        |                        |                        |                        |                        |                        |                        |
| 7                      | 2015年                 | 32                     | 大樂司                         | 王元均七段             | 詹宜典7段              | 許家埕7段              | 羅聖傑7段              | 張廣7段                | 鍾承恩7段              |                        |
| 8                      | 2016年                 | 32                     | 上海清一                       | 汪逸尘三段             | 宋本初5段              | 赵炎6段                | 何天凝6段              | 白宝祥8段              |                        |                        |
| 9                      | 2017年                 | 32                     | 大樂司                         | 王元均八段             | 詹宜典7段              | 許家埕7段              | 葉罡廷7段              | 林柏宇7段              |                        |                        |
| 10                     | 2018年                 | 32                     | 財團法人大森圍棋文化藝術基金會 | 林士勛五段             | 賴宥丞7段              | 郭乃福7段              | 羅聖傑7段              | 蔡昀哲7段              |                        |                        |
| 11                     | 2019年                 | 33                     | 大樂司                         | 林書陽八段             | 詹宜典7段              | 鍾承恩7段              | 張廣7段                | 劉川霆7段              |                        |                        |

## 沿革
- 中正盃

- 由台北市體育總會主辦，台北市體育總會圍棋委員會 、台北市圍棋文化協會承辦，臺北市政府教育局、中華民國圍棋協會指導，台北市立大安國中、棋城對弈網協辦，比賽地點位於大安國中
- 採團體賽對抗制，每隊三位選手，帶隊的學校/公司/棋院/行號需設籍於台北市
- 主將可以為職業棋士，但二三將只能是業餘棋士，並且需有段位。主二三將需照段位高低排序
- 採數子法，黑185子勝
- 用時為包乾制1小時30分鐘
- 賽制為瑞士制共八輪，每輪對抗二勝者勝出該輪
- 冠軍獎金10萬元，亞軍3萬元，季軍2萬元，殿軍到第八名皆為3千元

- 比賽進行到一半時，主辦單位加碼，亞軍獎金提高到4萬元，殿軍1萬元，第五到第八名為6千、5千、4千、3千元

- 第一屆佛乘盃

- 由財團法人佛乘世界文教基金會、台北市體育總會圍棋委員會主辦，台北市圍棋文化協會、緣道觀音廟承辦，中華民國圍棋協會指導，棋城對弈網、LGS傳奇圍棋網協辦，香華天公司贊助，比賽地點位於台北縣淡水鎮緣道觀音廟
- 一樣採團體賽對抗制，每隊改為五位選手，並且不再限制設籍於台北市
- 主將限定需為業餘七段或職業棋士，僅主將可以是職業棋士，二將到四將限制需業餘五段以上，五將限制必須12歲以下的段位棋士。各將不需照段位高低排序，主將、五將中途不可變換
- 賽制為瑞士制共六輪，每輪對抗三勝者勝出該輪
- 冠軍獎金30萬元，亞軍8萬元，季軍5萬元，殿軍2萬5千，第五到第八名為2萬、1萬5千、1萬2千、1萬元。個人全勝獎金1萬元
- 職業棋士出場費1萬元

- 第二屆

- 由財團法人佛乘世界文教基金會、緣道觀音廟、台北市體育總會圍棋委員會主辦，台北縣政府、中華民國圍棋協會指導，台北市圍棋文化協會、LGS傳奇圍棋網、棋城對弈網協辦，香華天公司贊助
- 用時增加讀秒，基本時限1小時20分鐘，讀秒10秒1次
- 主將改為限定必須是職業棋士，僅主將可以是職業棋士；五將不再限制年齡，二到五將都需業餘六段以上。
- 除了五位出場選手，還可以設一名替補。除了主將中途不可以變換外，其餘選手可以自由更換位置
- 若整隊皆為女性棋士，則除了主將外，也可以是職業棋士
- 獎金提升（未變不列）：亞軍10萬元，季軍6萬元，殿軍4萬元，第五到第七名為2萬5千、2萬、1萬5千。
- 小學、女性、50歲以上棋士，達5勝可獲6千元

- 第三屆

- 除了指導單位台北縣政府升格為新北市政府外，沒有賽制上的更動

- 第四屆

- 協辦單位增加新北市體育總會圍棋委員會
- 隊伍數量限制在32隊，報名額滿截止
- 賽制改為瑞士制五輪
- 小學、女性、50歲以上棋士，改為達4勝可獲6千元

- 第五屆

- 沒有賽制更動

- 第六屆

- 台北市體育總會圍棋委員會從主辦單位退為協辦單位
- 本屆特邀女子職棋隊、福建隊、泰國隊
- 每隊可外援一名
- 報名隊伍除特邀、種子外，依職業棋士獎金、業餘棋士排行榜做積分，按積分較高的錄取參賽資格

- 第七屆

- 賽名改為「佛乘盃圍棋大賽」，其餘無賽制更動

- 第八屆

- 保障二隊全女性棋士隊名額，但隊伍內最多只能三名職業棋士，職業棋士可放主～五將任何位置

- 第九屆

- 限制每隊職業棋士獎金排名前10名加上業餘戰神排行榜前10名隊員數最多只能三位，且滿三位後不可外援
- 取消全女性棋士隊中三名職業棋士限制

- 第10屆

- 業餘戰神排行榜前10名限制改為前20名

- 第11屆

- 沒有賽制變更

## 外部連結
- 佛乘盃圍棋大賽 （页面存档备份，存于）-財團法人佛乘世界文教基金會（繁體中文）